# Austin Film Critics Association Awards 2011
7. ročník předávání cen asociace Austin Film Critics Association se konal 28. prosince 2011.

## Nejlepších deset filmů
1. Hugo a jeho velký objev
2. Drive
3. Take Shelter
4. Půlnoc v Paříži
5. Útok na věžák
6. The Artist
7. Martha Marcy May Marlene
8. Viděl jsem ďábla
9. 13 samurajů
10. Melancholia

## Vítězové
- Nejlepší režisér: Nicolas Winding Refn – Drive
- Nejlepší původní scénář: Woody Allen – Půlnoc v Paříži
- Nejlepší adaptovaný scénář: Hossein Amini – Drive
- Nejlepší herec v hlavní roli: Michael Shannon – Take Shelter
- Nejlepší herečka v hlavní roli: Tilda Swinton – Musíme si promluvit o Kevinovi
- Nejlepší herec ve vedlejší roli: Albert Brooks – Drive
- Nejlepší herečka ve vedlejší roli: Jessica Chastainová – Take Shelter
- Nejlepší animovaný film: Rango
- Nejlepší cizojazyčný film: Viděl jsem ďábla (Jižní Korea)
- Nejlepší dokument: Senna
- Nejlepší kamera: Emmanuel Lubezki – Strom života
- Nejlepší původní zvuk: Steven Price – Útok na věžák
- Nejlepší první film: Joe Cornish – Útok na věžák
- Objev roku: Jessica Chastainová
- Austin Film Award: Jeff Nichols – Take Shelter